# Benoa
Benoa ist indonesisches Kelurahan („Dorf“) im Distrikt Kuta Selatan im Regierungsbezirk Badung. Es ist ein Touristen- und Wohngebiet an der Ostküste der Bukit-Halbinsel der indonesischen Insel Bali. Ende 2021 lebten hier circa 37.000 Menschen.
In der Verwaltungseinheit Benoa befindet sich das beliebte Touristenresort Nusa Dua mit seinen Traumstränden.
| Kelurahan | Fläche 2021 | Volkszählung | Volkszählung | Fortschreibung Ende 2021 | Fortschreibung Ende 2021 | Fortschreibung Ende 2021 |
| Kelurahan | Fläche 2021 | 2010         | 2020         | 2021                     | Dichte                   | Sex Ratio                |
| --------- | ----------- | ------------ | ------------ | ------------------------ | ------------------------ | ------------------------ |
| Benoa000  | 25,28       | 39.570       | 41.722       | 37.346                   | 1.477,29                 | 100,03                   |